# Staritsky (huyện)
Huyện Staritsky (tiếng Nga: ? райо́н) là một huyện hành chính tự quản (raion), của Tỉnh Tver, Nga. Huyện có diện tích 2992 km², dân số thời điểm ngày 1 tháng 1 năm 2000 là 27900 người. Trung tâm của huyện đóng ở Staritsa.